# PCMCIA
PCMCIA ili PC card ime je međuskop za prijenosna računala, i prvotno se koristila za memorijske kartice da bi se kasnije proširilo na ostale periferne jedinice: čitače kartica, mrežne kartice, GPS... PCMCIA kao standard nastao je iz američkog konzorcija proizvođača računala kao takmac japanskom standardu za kartice JEIDA. Godine 1991. JEIDA i PCMCIA se spajaju u jedan standard koji nose nazive JEIDA 4.1 ili PCMCIA 2.0 (PC Card).